# 100 Miles and Runnin'
100 Miles and Runnin' är den enda EP-skivan av hiphopgruppen N.W.A, släppt 14 augusti 1990 på gruppmedlemmen Eazy-E:s skivbolag Ruthless Records genom Priority Records. Albumet fick mestadels positiv kriktik, och i september 1992 blev albumet certifierat platina.

## Bakgrund
Före inspelningen av EP:n hade Dr. Dre, Eazy-E, MC Ren och DJ Yella signerat ett långvarigt kontrakt med Ruthless Records. Gruppen fick 75 000 dollar för arbetet med Straight Outta Compton, 100 Miles and Runnin' och det framtida arbetet med Niggaz4Life. Dock skrev medlemmen Ice Cube inte på kontraktet, och lämnade sedan gruppen. EP:n är den första N.W.A släppt efter att Ice Cube lämnade gruppen, och albumet innehåller negativa kommentarer om honom.
Den enda singeln "100 Miles and Runnin'" var gruppens första låt på EP:n som spelades på radion och vars musikvideo visades på TV. Låten "Sa Prize, Pt. 2" är en fortsättning på den kontroversiella låten "Fuck tha Police" från Straight Outta Compton.
På EP:n förekommer flera hänvisningar till Ice Cube. På "100 Miles and Runnin'" rappar Dr. Dre: "It started with five but yo, one couldn't take it / So now there's four 'cause the fifth couldn't make it". I låten "Real Niggaz" liknas han vid Benedict Arnold, och MC Ren rappar: "Only reason niggaz pick up your record is cause they thought it was us", som syftar på Ice Cubes debutalbum AmeriKKKa's Most Wanted, som hade släppts tidigare samma år. Ice Cube svarade på dessa angrepp på albumet Death Certificate med låten "No Vaseline", som många trodde avgjorde beefen.
Tre låtar från EP:n, "100 Miles and Runnin'", "Just Don't Bite It", och "Real Niggaz", släpptes på samlingsalbumet Greatest Hits. "Real Niggaz" släpptes även på gruppens sista studioalbum Niggaz4Life ett år senare. På 2013 års nyutgåva släpptes hela EP:ns låtlista på studioalbumet.

## Mottagande

### Kommersiellt mottagande
EP-skivan fick mestadels positiv kriktik, men nådde inte upp till samma framgång och försäljningsiffror som gruppens tidigare utgivna material, studioalbumet Straight Outta Compton. Den 16 november 1990 nådde EP-skivan status för guldcertifiering efter den sålt 500,000 exemplar, och två år senare, i september 1992 nådde EP:n platinacertifiering för över 1 miljoner sålda exemplar.

## Låtlista
- Alla låtar producerades av Dr. Dre och DJ Yella.

| Nr           | Titel                   | Text                                 | Sång                                | Längd |
| ------------ | ----------------------- | ------------------------------------ | ----------------------------------- | ----- |
| 1.           | "100 Miles and Runnin'" | L. Patterson, T. Curry, G. Hutchison | MC Ren, Dr. Dre, Eazy-E             | 4:32  |
| 2.           | "Just Don't Bite It"    | L. Patterson                         | MC Ren, Eazy-E                      | 5:28  |
| 3.           | "Sa Prize (Part 2)"     | L. Patterson                         | MC Ren, Dr. Dre, Eazy-E, The D.O.C. | 5:59  |
| 4.           | "Real Niggaz"           | L. Patterson, T. Curry               | MC Ren, Dr. Dre, Eazy-E             | 5:27  |
| 5.           | "Kamurshol"             |                                      |                                     | 1:56  |
| Total längd: | Total längd:            | Total längd:                         | Total längd:                        | 23:17 |

## Medverkande
- MC Ren – sång
- Eazy-E – sång (även exekutiv producent)
- Dr. Dre – sång, producent
- DJ Yella – producent, discjockey, sång

### Övriga medverkande
- The D.O.C. – sång